# デド2世 (ラウジッツ辺境伯)
デド2世（Dedo II., ? - 1069年）は、ヴェッティン家出身のラウジッツ辺境伯（在位：1069年）。

## 生涯
デド2世はラウジッツ辺境伯デド1世とその最初の妻オーダ・フォン・ラウジッツの間の長男である。1063年以降に、バイエルン大公オットー・フォン・ノルトハイムから「フン族の大王アッチラの剣」を送られた。その剣はもともとハンガリー王母アナスタシヤからオットー・フォン・ノルトハイムに贈られたものであった。
1069年夏、父デド1世がドイツ王ハインリヒ4世に対して反乱を起こしたが敗れ、デド2世は父の持っていたラウジッツ辺境伯位を与えられた。同年（10月26日以前）、デド2世は夜に用を足している時に暗殺された。この暗殺の黒幕は継母のアデール・ド・ルーヴァンであると噂された。「フン族の大王アッチラの剣」はデド2世の死の後に、ハインリヒ4世によって没収された。